# 岩見沢神社
岩見沢神社（いわみざわじんじゃ）は、北海道岩見沢市にある神社である。旧社格は県社。石狩一宮と称される。

## 祭神
天照大神、大己貴神を祀る。

## 歴史
- 1884年（明治17年） - 山口県・鳥取県ほか12県下の士族277戸が当地に移住。
- 1885年（明治18年）8月 - 村民が集まって神祭を行い、北海道 (令制)石狩国空知郡に創建。
- 1886年（明治19年） - 小祠が建てられる。
- 1896年（明治29年） - 大火で社殿を焼失。
- 1897年（明治30年） - 現在地に社地の寄進を受けて2代目の社殿を造営し、遷座。
  - 2代目社殿の上棟祭が9月14日であったことから、以降例祭は9月15日に行うこととなる。
- 1932年（昭和07年） - 県社に列格。4代目の社殿を造営。
- 1981年（昭和56年） - 創祀95年に際し、北海道初の薪能を奉納。

## 摂末社
5つの末社を有する。
- 相馬神社 – 天御中主神
- 幌向神社 – 天照大神。幌向鎮守
- 志文神社 – 天照大神
- 上幌向神社 – 天照大神、八幡大神
- 赤川神社 – 天照大神